# Фебрій
Фе́брій (лат. Februus) — одне з культових наймень Плутона. В етрусків — бог підземного царства, де перебувають душі померлих. Також надавав багатство, очищення, смерть. У давньоримській міфології Фебруус — бог очищення. Від імені Фебрууса походить назва місяця лютого (Februarius).
Обряди очищення (februum) припадали на час свята Луперкалії — через цей збіг Фавн і Фебрій розглядалися як одна персона.